# Paris-Camembert 2019
Le Paris-Camembert 2019 est la 80e édition de cette course cycliste masculine sur route. Il a lieu le 16 avril 2019 en Normandie, en France, et fait partie du calendrier UCI Europe Tour 2019 en catégorie 1.1. C'est également la sixième épreuve de la Coupe de France de cyclisme sur route 2019 et fut remportée par Benoît Cosnefroy.

## Présentation

### Parcours
Le parcours de la course est tracé sur 182,5 kilomètres en Normandie, entre Pont-Audemer et Livarot-Pays-d'Auge. Par rapport à l'édition 2018, le tracé est raccourci de 18 kilomètres, mais est plus difficile dans le final. Pour la première fois, la butte des Fondits, un chemin vicinal de 1,2 kilomètre avec une pente moyenne de 10% (15% dans les 300 derniers mètres) est au programme et est gravie à deux reprises. Sa dernière ascension est placée à moins de dix kilomètres de l'arrivée,.

### Équipes
Classée en catégorie 1.1 de l'UCI Europe Tour, Paris-Camembert est par conséquent ouvert aux WorldTeams dans la limite de 50 % des équipes participantes, aux équipes continentales professionnelles, aux équipes continentales et aux équipes nationales.
Seize équipes participent à la course - deux WorldTeams, onze équipes continentales professionnelles et trois équipes continentales :
| WorldTeams (2)- AG2R La Mondiale - Groupama-FDJ Équipes continentales professionnelles (11)- Androni Giocattoli-Sidermec - Arkéa-Samsic - Cofidis, Solutions Crédits - Delko-Marseille Provence - Total Direct Énergie - Vital Concept-B&B Hotels - Euskadi Basque Country-Murias - Rally UHC Cycling - Sport Vlaanderen-Baloise - Wallonie Bruxelles - Wanty-Groupe Gobert Équipes continentales (3)- Natura4Ever-Roubaix Lille Métropole - Saint Michel-Auber 93 - Amore & Vita-Prodir |
| |

## Récit de la course
Un groupe de quatre coureurs composé par Maxime Cam, Benoît Cosnefroy, Alexis Guérin et Lennert Teugels a jusqu'à une minute d'avance sur le peloton emmené par l'équipe Total Direct Énergie. Maxime Cam est lâché avant qu'un groupe de neuf poursuivants s'extirpe du peloton et suivi d'un trio avec P.-L. Périchon, dont plusieurs vont rejoindre la tête. Dans les dix derniers kilomètres Q. Jauregui et T. Ferasse attaquent à tour de rôle, mais sont rejoints par le groupe de tête. Cosnefroy gagne la course.

## Classements

### Classement final
| \| Classement général \| Classement général \| Classement général \| Classement général \| Classement général \| \| Coureur \| Coureur \| Pays \| Équipe \| Temps \| \| ------------------ \| ------------------- \| ------------------ \| --------------------------- \| ------------------ \| \| 1er \| Benoît Cosnefroy \| France \| AG2R La Mondiale \| 4 h 29 min 50 s \| \| 2e \| Pierre-Luc Périchon \| France \| Cofidis, Solutions Crédits \| + 3 s \| \| 3e \| Quentin Jauregui \| France \| AG2R La Mondiale \| + 5 s \| \| 4e \| Romain Hardy \| France \| Arkéa-Samsic \| + 5 s \| \| 5e \| Julien El Fares \| France \| Delko Marseille Provence \| + 5 s \| \| 6e \| Mathijs Paasschens \| Pays-Bas \| Wallonie Bruxelles \| + 5 s \| \| 7e \| Jérôme Cousin \| France \| Total Direct Énergie \| + 5 s \| \| 8e \| Kevin Geniets \| Luxembourg \| Groupama-FDJ \| + 5 s \| \| 9e \| Élie Gesbert \| France \| Arkéa-Samsic \| + 8 s \| \| 10e \| Andrea Vendrame \| Italie \| Androni Giocattoli-Sidermec \| + 37 s \| |                     |            |                             |                 |
| |                     |            |                             |                 |
| Source : ProCyclingStats |                     |            |                             |                 |
| Classement général |                     |            |                             |                 |
| Coureur | Coureur             | Pays       | Équipe                      | Temps           |
| 1er | Benoît Cosnefroy    | France     | AG2R La Mondiale            | 4 h 29 min 50 s |
| 2e | Pierre-Luc Périchon | France     | Cofidis, Solutions Crédits  | + 3 s           |
| 3e | Quentin Jauregui    | France     | AG2R La Mondiale            | + 5 s           |
| 4e | Romain Hardy        | France     | Arkéa-Samsic                | + 5 s           |
| 5e | Julien El Fares     | France     | Delko Marseille Provence    | + 5 s           |
| 6e | Mathijs Paasschens  | Pays-Bas   | Wallonie Bruxelles          | + 5 s           |
| 7e | Jérôme Cousin       | France     | Total Direct Énergie        | + 5 s           |
| 8e | Kevin Geniets       | Luxembourg | Groupama-FDJ                | + 5 s           |
| 9e | Élie Gesbert        | France     | Arkéa-Samsic                | + 8 s           |
| 10e | Andrea Vendrame     | Italie     | Androni Giocattoli-Sidermec | + 37 s          |

### UCI Europe Tour
La course attribue aux coureurs le même nombre des points pour l'UCI Europe Tour 2019 et le Classement mondial UCI.
| Position           | 1er | 2e | 3e | 4e | 5e | 6e | 7e | 8e | 9e | 10e | 11e | 12e | 13e à 15e | 16e à 25e |
| Classement général | 125 | 85 | 70 | 60 | 50 | 40 | 35 | 30 | 25 | 20  | 15  | 10  | 5         | 3         |